# محمد اليماني
محمد اليماني (10 يناير 1982 مصر - ) هو لاعب كرة قدم مصري، يلعب كمهاجم.
لعب اليماني في ستاندارد لييج، واعتقد ناديه أنهم سيستفيدون منه عندما تألق في بطولة العالم للشباب 2001 FIFA في الأرجنتين. كان قريبًا جدًا من الانتقال العملاق الإيطالي يوفنتوس، لكن حادث سيارة في القاهرة أدى إلى توقف المفاوضات.
في يوليو 2001 ، عندما كان اليماني في طريقه إلى المطار، فقد السيطرة على سيارته بعد انفجار إطار.
في مايو 2004 ، قرر اليماني العودة إلى مصر بالتعاقد مع نادي الزمالك.
في عام 2011 ، كان على وشك التوقيع مع النادي الفنلندي Kuopion Palloseura ولكنه بدلاً من ذلك قرر الانضمام إلى نادي Floriana FC المالطي.

## روابط خارجية
- محمد اليماني على موقع الاتحاد الدولي (مؤرشف)  (الإنجليزية)
- محمد اليماني على موقع الاتحاد الأوربي (الإنجليزية)
- محمد اليماني على موقع قاعدة بيانات كرة القدم.إي يو (الإنجليزية)